# Хаджи Али

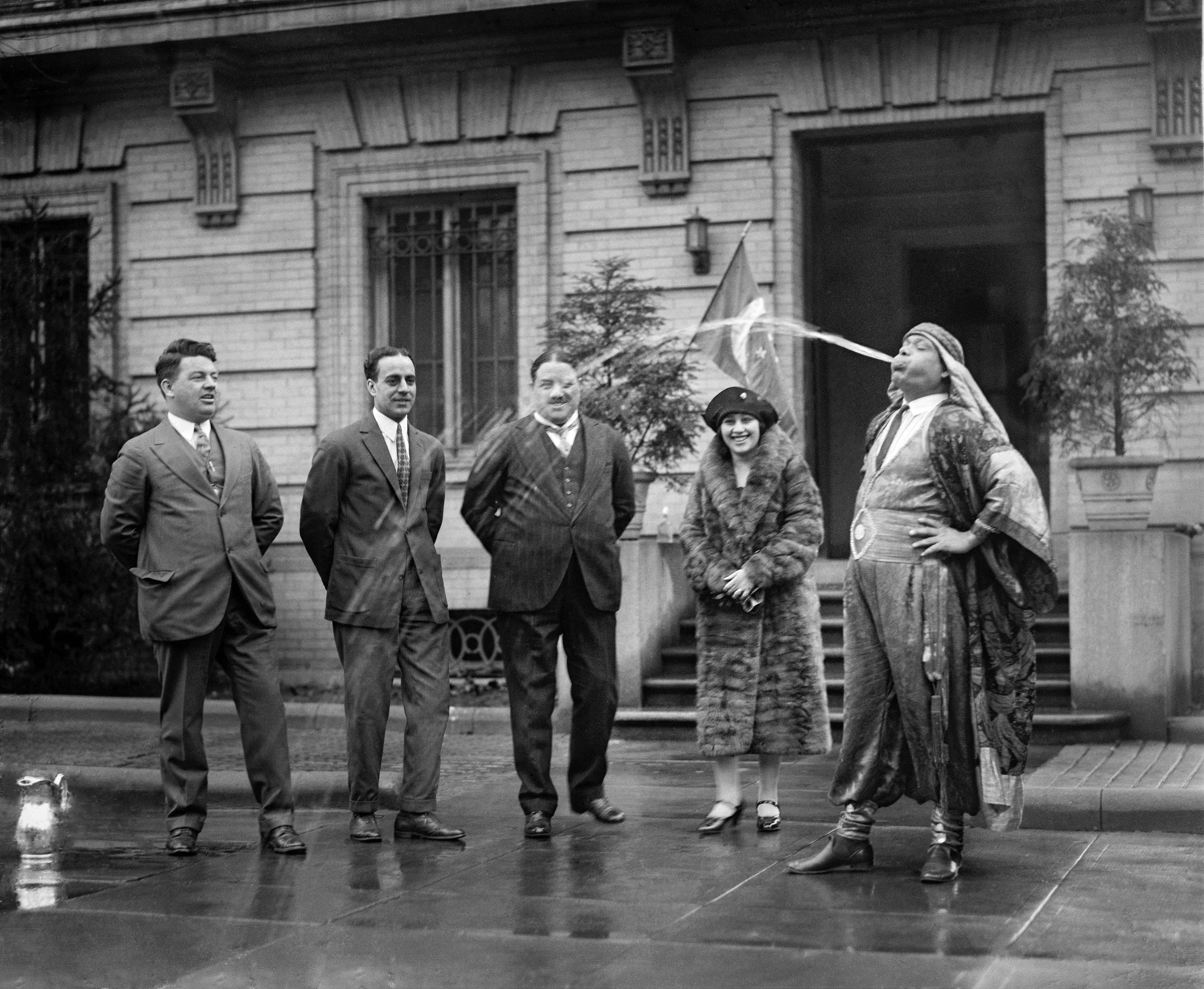
Хаджи Али демонстрирует свои навыки регургитации.

Хаджи Али (ок. 1887 — 1892 — 5 ноября 1937) — артист цирков и водевильных постановок, предположительно египетского происхождения, выступавший в Великобритании и ряде других стран в первой половине XX века, который был известен своими номерами с актами контролируемой регургитации (исторжения из организма проглоченных субстанций). Его наиболее известные трюки включали испускание изо рта одного или нескольких контролируемых потоков воды, глотание зажжённых сигарет, а также глотание различных предметов, чаще всего орехов или носовых платков, с последующим их исторжением из глотки в порядке, выбранном зрителями. Самый известный трюк Али, который являлся ключевой частью его выступлений, заключался в поглощении им сначала обильного количества воды, а затем керосина, после чего он действовал по очереди как «человек-огнемёт» и «человек-огнетушитель», когда он исторгал обе жидкости на театральный реквизит. В процессе исполнения им этих трюков группе людей из зрительской аудитории всегда было предложено посмотреть шоу на очень близком расстоянии, чтобы убедиться, что Али не обманывает публику.
Хотя он никогда не получил широкую известность, Али приобрёл верных поклонников в кругах поклонников водевилей и цирковых шоу в Соединённых Штатах. Он выступал даже перед главами государств, включая российского императора Николая II. Джуди Гарленд назвала его своим любимым водевильным артистом, а Дэвид Блейн назвал Али своим любимым иллюзионистом. Эпизоды его представлений были сняты на плёнку в виде короткометражных фильмов: Strange as It Seems (1930) и Politiquerias (1931), испаноязычной версии фильма Лорела и Харди Chickens Come Home. Два документальных фильма содержат кадры с Али, взятые из Politiquerias: Gizmo 1977 года и Vaudeville 1999 года. Необычные способности желудка Али привели к слухам о том, что Рокфеллеровский университет предложил большую сумму денег, чтобы получить его желудок после его смерти для изучения. После того как он умер в Англии, его тело было предложено Университету Джонса Хопкинса для изучения, но предложение было отклонено. 